# Ömtbergstjärnen (Dalby socken, Värmland, 674541-133854)
Ömtbergstjärnen är en sjö i Torsby kommun i Värmland och ingår i Göta älvs huvudavrinningsområde.